# 清邁
清迈市（皇家轉寫：Thesaban nakhon Chiang Mai；北部泰語： [jʸang hᵐa̰ɯ̰]）是清迈府的首府清邁府治縣的一部分，也是泰国北部政治、经济、文化的中心。人口約120萬人，是泰國第二大城市。
清邁是泰國北部最大的歷史文化城市，也是泰北政治經濟中心，為清邁府首府。13世紀時曾為元朝所佔，並名為八百，屬蒙慶宣慰司。，在1296年至1768年間為蘭納王國首都，蘭納王國其後於1774-1939發展為清邁王國的朝貢國。清邁距離曼谷700公里，倚靠著泰國最高的山。清邁在平河的流域中，平河是昭拍耶河的主要支流。清邁在泰語的意思是新城市，在蘭納王國1296年訂定首都時所取的。清邁取代了清萊成為蘭納的首都。
清邁在2006年東協加三於清邁簽訂清邁協定時得到顯著的政治地位。清邁同時是2020年泰國大城府世界博覽會展場之一。清邁被定位成一個文創城市，目前正在申請聯合國教科文組織的世界創意城市中。清邁也是旅遊勝地，曾被旅遊雜誌TripAdvisor票選為2014年世界25大最佳旅遊地，並獲選為第24名。
清邁位於平河流域以及主要貿易樞紐的位置使他具有相當歷史重要性。
雖然清邁市區內的人口只有25萬，但是在整個泰北與鄰近衛星城鎮，形成了一個清邁都會生活圈，該都會區有120萬人，佔了清邁府一半人口以上。
清邁被下設四個行政區、洛平、室利佛逝、曼格莱和卡威拉。前三個行政區位於平河西岸，卡威拉則位於東岸。而城市的中心位於室利佛逝。

## 歷史
- 原爲羅渦人城鎮那婆補羅鎮或淵诺帕武里（轉寫：wyiːeng nabaqpuriː）。
- 1296年由孟萊王（孟萊王的母親是西雙版納景洪統治者的女兒，父親是清盛一帶的統治者。孟萊建立了清萊和清邁兩座城市，領導蘭納和西雙版納傣族人民抗擊蒙古侵略者，使蘭納歷史上出現了第一次高峰。傣族後人爲了紀念他，把一部法典命名為“孟萊法典”，流傳于泰國北部和西雙版納。）從清萊遷至該地，起了城牆與護城河，將該地建設成蘭納泰王國（中文史料稱蘭納泰王國為「八百媳婦國」）的首都挪婆部里室利那竭羅凭伽景買（老傣仂文： [nᶭabᵇaqpuriː sriː nagᵚar(a) bingg̶a̶ jʸang hᵐa̰ɯ̰] 错误：{{Lang}}：指定的書寫系統標籤是拉丁字母，但文本第 39 個字元「̶」不是拉丁字母。（帮助））。
- 14世紀以來，蘭納泰王國受佛教影響，在清邁建立很多佛寺，逐漸成為佛教聖地。
- 1477年蘭納泰的提洛卡拉王在柴迪隆寺舉行第8次世界佛教會議，是為清邁市的黃金時代。
- 1564年起被缅甸控制。
- 1774年吞武里王朝國王鄭昭从缅甸人手中再度夺回清迈。
- 19世紀中葉後期，拉瑪五世就任暹羅國王，撤銷藩王制度，將清邁地區置府（省），清邁市成為清邁府的首府。
- 1980年代起，清邁漸漸發展成泰國北部重要城市和旅遊中心。

泰國清邁城、老撾瑯勃拉邦城、中國景洪城和緬甸景棟城並稱蘭納王國四大城市，後來在歷史流變中，分屬於四個國家。但至今這四座城市的方言差異很小，可以互通。

## 地理和氣候
清邁市（東經98°58′北緯18°46′）距離曼谷北面約700公里，海拔高約310公尺的中部盆地上。
清邁市氣候宜人，冬暖夏涼，是著名的避暑勝地。
| 清迈 (1961-1990)                      | 清迈 (1961-1990) | 清迈 (1961-1990) | 清迈 (1961-1990) | 清迈 (1961-1990) | 清迈 (1961-1990) | 清迈 (1961-1990) | 清迈 (1961-1990) | 清迈 (1961-1990) | 清迈 (1961-1990) | 清迈 (1961-1990) | 清迈 (1961-1990) | 清迈 (1961-1990) | 清迈 (1961-1990) |
| 月份                                  | 1月              | 2月              | 3月              | 4月              | 5月              | 6月              | 7月              | 8月              | 9月              | 10月             | 11月             | 12月             | 全年             |
| ------------------------------------- | ---------------- | ---------------- | ---------------- | ---------------- | ---------------- | ---------------- | ---------------- | ---------------- | ---------------- | ---------------- | ---------------- | ---------------- | ---------------- |
| 平均高温 °C（°F）                     | 28.9 (84.0)      | 32.2 (90.0)      | 34.9 (94.8)      | 36.1 (97.0)      | 34.1 (93.4)      | 32.3 (90.1)      | 31.7 (89.1)      | 31.1 (88.0)      | 31.3 (88.3)      | 31.1 (88.0)      | 29.8 (85.6)      | 28.3 (82.9)      | 31.8 (89.2)      |
| 平均低温 °C（°F）                     | 13.7 (56.7)      | 14.9 (58.8)      | 18.2 (64.8)      | 21.8 (71.2)      | 23.4 (74.1)      | 23.7 (74.7)      | 23.6 (74.5)      | 23.4 (74.1)      | 23.0 (73.4)      | 21.8 (71.2)      | 19.0 (66.2)      | 15.0 (59.0)      | 20.1 (68.2)      |
| 平均降雨量 mm（）                     | 6.9 (0.27)       | 4.6 (0.18)       | 13.0 (0.51)      | 50.1 (1.97)      | 158.4 (6.24)     | 131.6 (5.18)     | 160.8 (6.33)     | 236.0 (9.29)     | 227.6 (8.96)     | 121.9 (4.80)     | 52.8 (2.08)      | 19.8 (0.78)      | 1,183.5 (46.59)  |
| 平均降雨天数                          | 1                | 1                | 2                | 6                | 15               | 17               | 19               | 21               | 17               | 11               | 6                | 2                | 118              |
| 月均日照時數                          | 282.1            | 276.9            | 279.0            | 270.0            | 266.6            | 180.0            | 155.0            | 142.6            | 174.0            | 223.2            | 234.0            | 257.3            | 2,740.7          |
| 来源1：Thai Meteorological Department |                  |                  |                  |                  |                  |                  |                  |                  |                  |                  |                  |                  |                  |
| 来源2：香港天文台                     |                  |                  |                  |                  |                  |                  |                  |                  |                  |                  |                  |                  |                  |

## 教育

### 高等教育
- 清邁大學（Chiang Mai University）
- 私立西北大学（Payap University）
- 清迈皇家大学 （页面存档备份，存于）（Chiang Mai Rajabhat University ）
- 清邁湄州大學 （页面存档备份，存于）（Maejo University）
- 北清邁大學 （页面存档备份，存于）（North-Chiang Mai University）
- 泰國國家體育大學清邁校區 （页面存档备份，存于）（Thailand National Sports University Chiang Mai Campus）
- 遠東大學 （页面存档备份，存于）（The Far Eastern University

### 國際學校
- 那功巴也普國際學校 （页面存档备份，存于） （Nakornpayap International School NIS）：課程美制。
- 普林國際學校 （页面存档备份，存于）（Prem Tinsulanonda International School）：課程全IB (PYP,MYP,DP,CP)。
- 清邁國際學校 （页面存档备份，存于）（Chiang Mai International School）：課程美制。
- 蘭納國際學校 （页面存档备份，存于）（Lanna International School）：課程英制。

- 格蕾絲國際學校 （页面存档备份，存于）（Grace International School）:課程美制，教會學校。
- 美國太平洋國際學校 （页面存档备份，存于）（American Pacific International School）：課程美制、部分IB。
- 潘雅頓國際學校 （页面存档备份，存于）（Panyaden International School）：課程英制。
- 新加坡國際學校 （页面存档备份，存于）(Singapore International School Chiangmai SISB)：課程英語、泰語、中文語
- 德國基督教國際學 （页面存档备份，存于）校(Christian German School Chiangmai)：課程德制。
- Unity國際學校 （页面存档备份，存于）(Unity Concord International School)：課程美制。
- ABS(Ambassador Bilingual School) （页面存档备份，存于）:課程英泰雙語
- 蘭實大學雙語實驗學校清邁分校 （页面存档备份，存于）(SBS - Satit Bilingual School of Rangsit University)課程：英泰雙語。
- 華麗國際學校 （页面存档备份，存于）(Varee International School):課程英制。
- Meritton 英國國際學校 (Meritton British International School)：課程英制--英泰雙語。
- 清邁蒙特梭利學校 （页面存档备份，存于）(Chiang Mai Montessori School)：課程英制。
- Hana Christian國際幼兒園 （页面存档备份，存于）(Hana Christian International Kindergarten)：課程美制。
- sunshine幼兒園 （页面存档备份，存于）(sunshine kindergarten school)
- Chiangmai Kiddee Daycare & Kindergarten
- VAREE
- NAPA Chiang Mai School
- Sarasas Witaed Chiang Mai School：泰英雙語

## 旅遊與文化

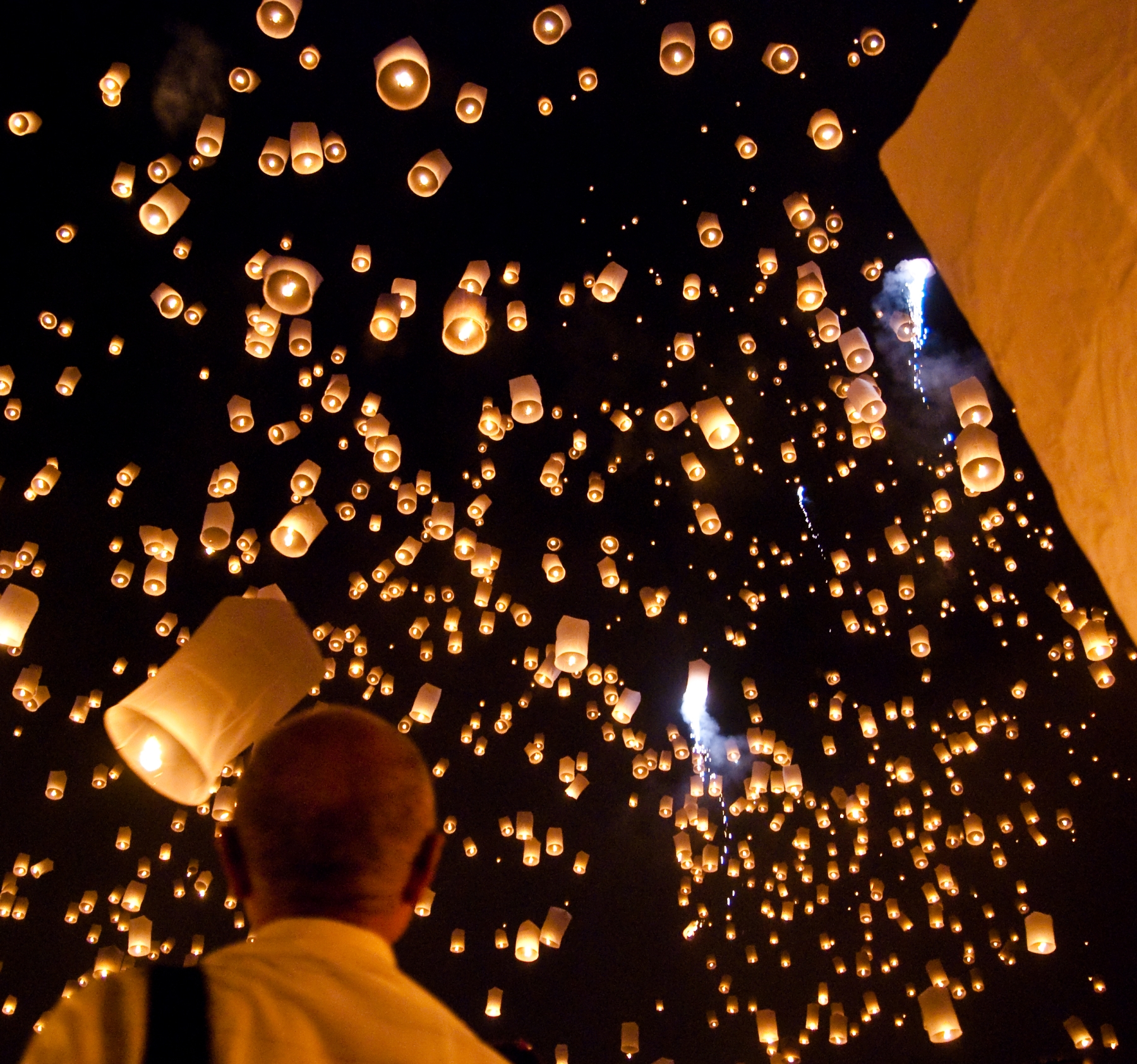
天燈佈滿夜空

### 節慶
清邁舉辦許多泰國節慶，包含：

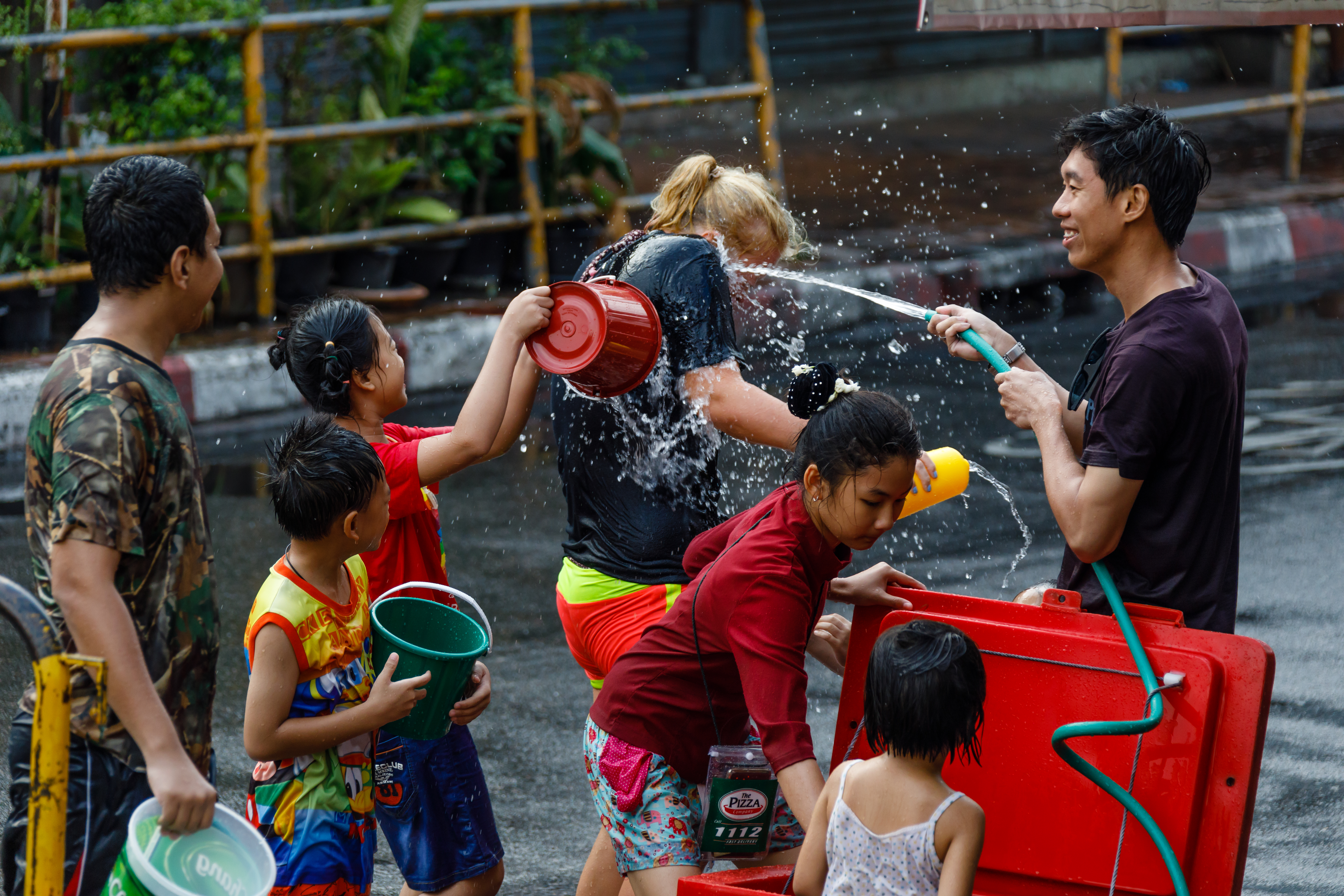
民眾互相潑水慶祝泰國新年

- 水燈節在泰國曆12月滿月時舉辦（西曆通常為11月）。每年有上萬名民眾以香蕉葉、花朵和蠟燭製作水燈，再放入河流中，來祭拜水神。同時，民眾也會施放紙紮天燈，據說可消災解厄。
- 泼水节在每年四月中旬舉辦，慶祝傳統泰國新年。有許多遊客在潑水節期間造訪清邁，體驗不同的宗教和文化活動，其中著名的活動就是潑水大戰、遊行、花車巡游和潑水節選美賽。
- 清邁花卉節在每年二月第一週舉辦，為期3天，剛好是清邁地區熱帶花卉盛開之時。

### 語言
當地居民操北部泰语。用來撰寫北部泰語的文字系統稱為老傣仂文，但僅為學術研究和宗教之用，一般民眾改以標準泰文字撰寫。由於清邁觀光業發達，旅館和旅遊業也會使用英文、中文和日文。

### 宗教

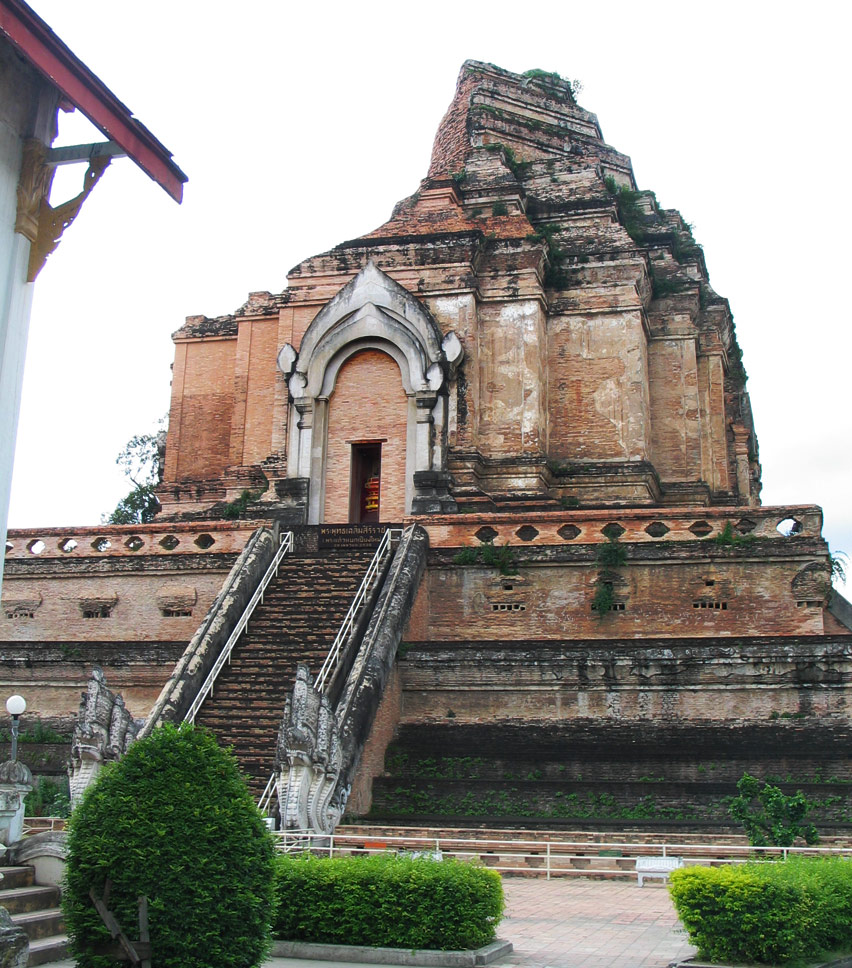
柴迪隆寺

- 柴迪隆寺（Wat Chedi Luang）：位於清邁古城的中央，柴迪隆寺在泰文的意思是「大塔寺」，又譯作隆聖骨寺[5]。這座蘭納王朝建築形式的大佛塔建於公元1441年原高90公尺，但經歷1545年大地震和16世紀泰緬戰爭，現時寺廟略見傾頗，高度僅剩60公尺高。原存於此塔東面神龕的玉佛，後移至曼谷玉佛寺[6]。近年由聯合國教科文組織和日本政府出資修繕，以保存原貌。
- 松達寺（Wat Suan Duk）：泰文意思是「花園寺」。此地位於清邁古城外西邊，建於公元1373年，原本是為佛學大師素瑪那泰拉（Phra Sumana Thera）雨季時的居所，後曾成為納蘭泰王朝的「御花園」，傳說在松達寺的最大佛塔下埋了佛舍利子，而每個超過一人高的白色塔林亦是納蘭泰王室過世後埋葬處。此寺有一座建於16世紀的青銅佛像，每年4月清邁潑水節的主要儀式都會在該寺舉行[7]。
- 帕邢寺（Wat Phra Singh）：位於清邁古城內Rajdamnoen Road和Samlam Road交界。被視為清邁歷史最悠久的佛寺之一，由孟萊王朝的坎福王建於1345年，目的是用來安奉其父王的靈骨。屹立該寺的大佛像，據說是由斯里蘭卡請來的佛陀叫“帕辛”，不過外貌則是泰北風格。每年潑水節時帕邢寺會為佛像淨身。
- 清邁.藍廟（Wat Ban Den）：清邁藍廟始建於西元1894年，位於清邁湄登縣（Mae Taeng），從古城開車，經1001號公路，大約50公里，約70分鐘就能到達。

### 景點

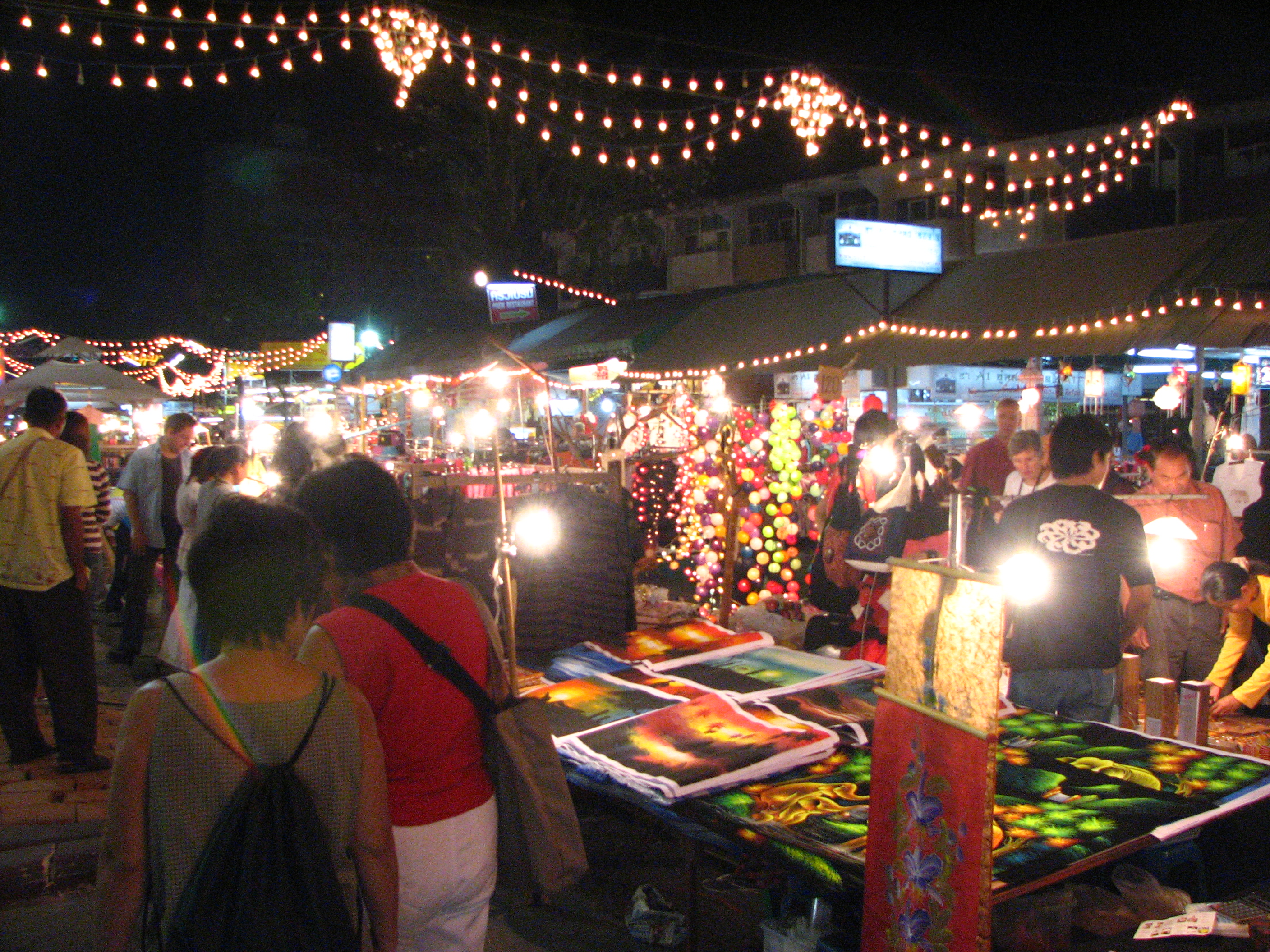
清邁夜市景象

- 清邁古城：建於1296年的清邁古城，呈四方形，每邊城界長約1.5公里，四邊均由城牆和護城河包圍著，現時城牆和護城河均保存良好。為防止古城景觀受到破壞，清邁市政府於1990年禁止市區建築高樓，並為護城河加建濾水設施。
- 清邁素贴山：素贴寺的平台（海拔1053公尺）[6]，本可以把清迈市全景尽收眼底（但是由于近几年到了春天的耕种季节，农民们买不起肥料就烧山上的草木来肥沃土地，结果整个泰国北部都是烟雾缭绕，能见度极差PM2.5數值嚴重超標）。清迈皇后的旧宫，虽然不大但是里面鸟语花香，蝴蝶飞舞，异常漂亮。

- 清邁藝術文化中心：這座博物館的建築物建於1924年，有展示清邁的歷史資料、清邁人古今生活、清邁佛教文化、農業及山地民族資料等。位於文化中心的正前方，是著名的三王雕像，三位對清邁有重大貢獻的人物：兰甘亨大帝、孟萊王和南蒙王並立，常有當地人在雕像前燒香獻花，以示尊敬。

- 夜市：清邁最熱鬧的地方，原只是昌康路（Chang Klan Road）的一群攤販，因附近旅館林立，得地利之便，現已成為固定上有棚架、路邊攤販雲集的夜市，販售各式各樣的廉價品，每天晚上都有，從日落到晚間11點。各式水果如榴蓮、椰青。大部分的當地特產都可在這兒買到，如木雕、漆器、銀器、古董、香腸、各式服飾、水果和點心，昆蟲食品一應俱全。

### 美食
- 芒果糯米飯
- 泰式奶茶
- 豬脚飯

## 交通

### 航空
清邁國際機場位於清邁市中心西南面約4公里處，是泰國第四大國際機場，國內線航班有飛往曼谷、合艾、蘇梅島、喀比、普吉島、素拉塔尼以及清萊、華欣、孔敬、派島、彭世洛、眉宏順、楠府、烏汶，每日有數十個航班往來首都曼谷，為進出泰北地區的門戶。此外也有国际航班直接飞往新加坡、日本、香港、中國大陸、韓國、台灣等鄰近亚洲國家及地区。

### 鐵路
有火車鐵路貫通清邁和南面的曼谷、及北部的市鎮（但是火車速度比較慢）。中國計劃將滇南鐵路自雲南昆明南下出境，其中一個方案是接連清邁市。

### 市內交通
清邁市主要靠以下幾種交通工具：

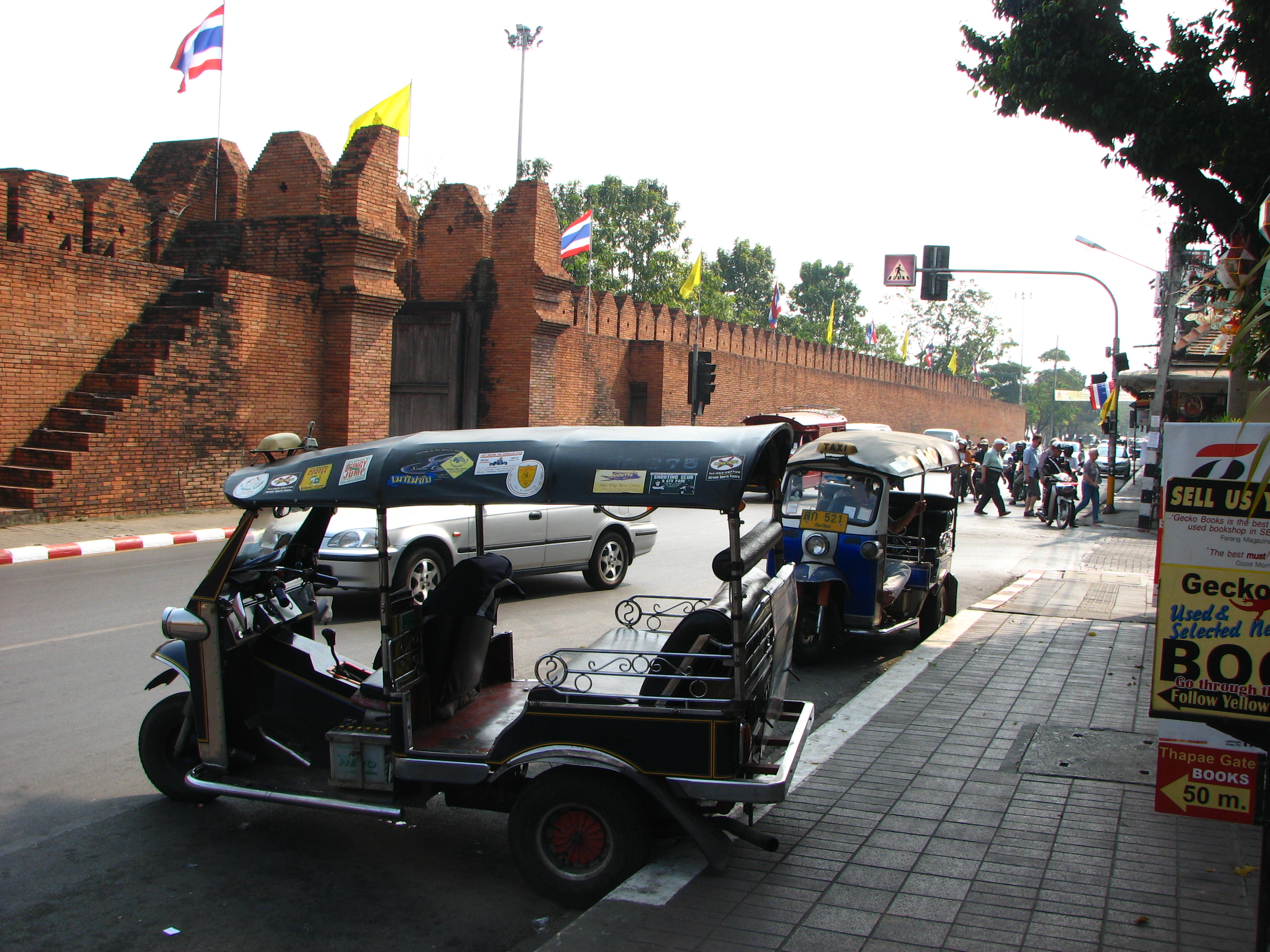
清邁街頭等待乘客的嘟嘟車

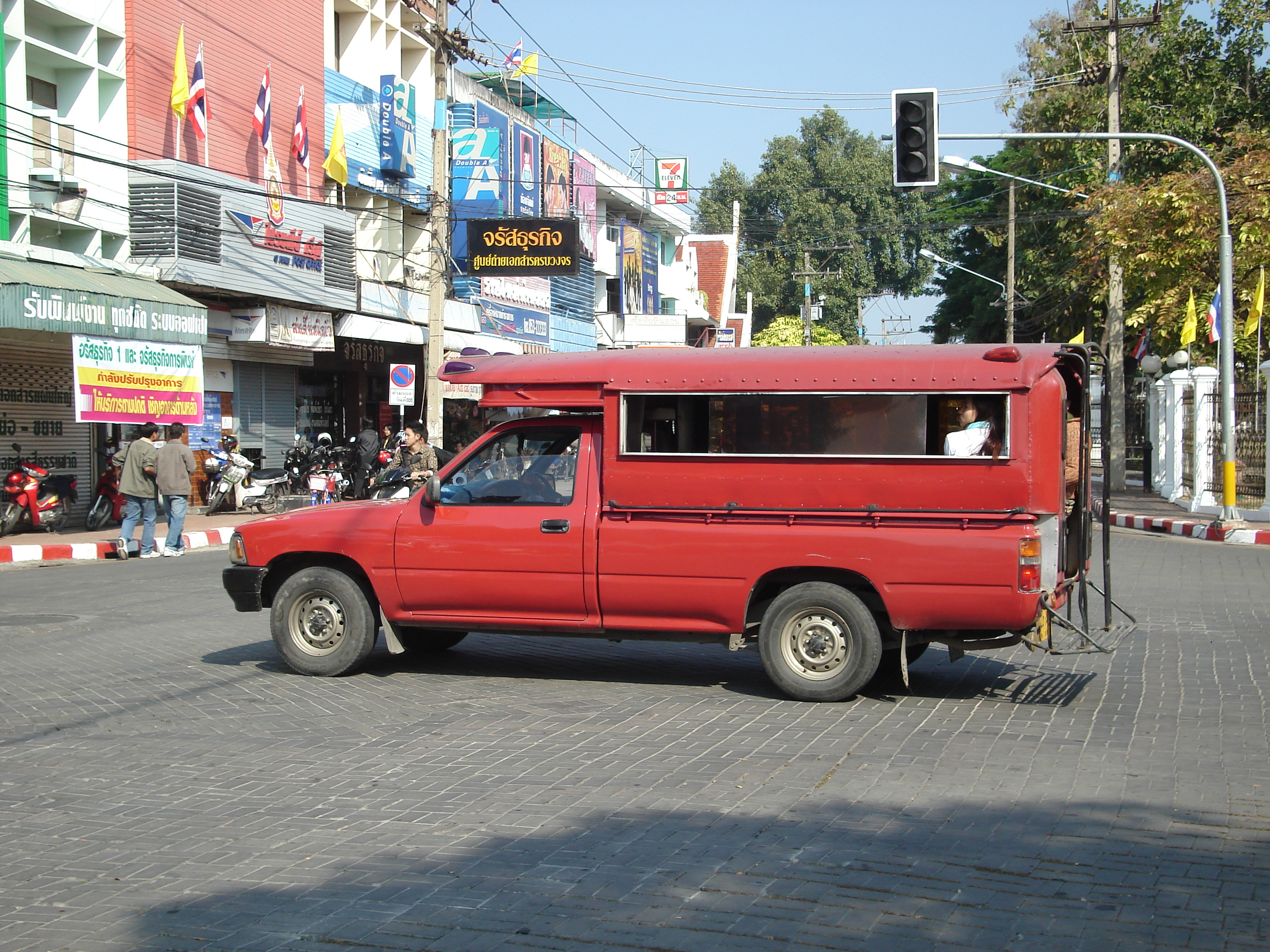
清邁市區的雙條車

- 計程車：泰北地區只有清邁市內看到有跳表的計程車，該類計程車可以按距離而收費，或可以在上車前和司機議好車資。但此类出租车数量较少，且主要在机场和长途汽车站运营，古城内一般没有出租车。从机场搭車到古城约120－150铢。
- 雙排車或稱雙條車：亦称作宋条，是泰北最常見的交通工具，車身以棗紅色為主色，由於車後面有一載客車廂，左右各有兩排長條形的座椅，故稱為雙排車，因其發音越來越多人稱其為雙條車，運作形式介乎巴士與計程車之間：雙排車无運行固定路線，按照距離長短收費，乘客只要揚手示意便可隨時上車，亦可向司機議價或包車。古城附近一般20铢/人，从汽车站到古城约40泰铢/人。
- 嘟嘟車：亦称突突，屬改裝機車，一般是三輪機車，通常只在市內作短程行駛，价格比出租车和双条车便宜，需議價。最多只能坐4个人（2人最舒适）。
- 摩托計程車：由一位摩托車司機載一位乘客，需要議價。
- 租摩托车：自助游清迈最佳的出行方式就是借摩托车，大多为125cc排氣量，24小时200铢，自己去加油。驾车时一定要戴安全帽，最好随身携带驾照（中華人民共和國駕照不被泰國承認）。
- 租自行车：租一辆自行车在清迈古城内漫游不失为一个轻松自由的好办法，非常惬意，租赁自行车约50铢/天，城内到处可见租车的地方，有些旅馆还会有出租自行车的服务。
- 公共巴士：R1 綠／紫線：清邁動物園─ Central Festival─清邁動物園沿途一共設置38站，費用30泰銖（時間：6：00～21：15）；R2 紅／黃線：Promenada─Promenada沿途一共設置52站，費用30泰銖（周一到周五時間：6：00～19：30）；R3 機場─機場（環城觀光綫路）沿途一共設置44站費用30泰銖（時間6:00-23:30）。
- 自駕租車：可以提前在網上預約自駕租車服務（很多租車公司網上可供選擇）在機場可取還1,500泰銖/日起，油費自理。

## 著名人物
- 鄧麗君：台灣著名的華語及日語歌手，1995年5月8日逝世於清邁市帝國美萍酒店The Imperial Mae Ping Hotel。
- 維特維斯特·海倫亞沃恩酷：暱稱Pich或者Pchy，泰國演員和歌手。
- 英祿·西那瓦：泰國前總理，1966年出生於清邁。

## 友好城市
- 中国昆明（1999年6月7日）
- 中国哈爾濱（2008年4月29日）
- 日本富山縣魚津市（1989年8月8日）
- 日本埼玉縣（1992年11月9日）
- 平壤

18°50′14″N 98°58′14″E / 18.83722°N 98.97056°E